# ベルハーヴェン・ブルワリー
座標: 北緯55度59分35.03秒 西経2度30分26.31秒 / 北緯55.9930639度 西経2.5073083度
ベルハーヴェン・ブルワリー (Belhaven brewery) は、スコットランドのダンバー (Dunbar) 近郊にある、グリーン・キング・ブルワリー (Greene King Brewery) 傘下のブルワリー（ビール醸造所）。

## 歴史
ベルハーヴェン (Belhaven) では、1719年からビール醸造が始まったという。この年、ダンバーのバラ (行政区画) は、公共事業に資するためとして、醸造所に地方税を課税するようになった。ベルハーヴェンの敷地は、当時のダンバーのカウンシルからみて行政域のすぐ外側に隣接する場所にあり、この課税を免れることができたため、既存の醸造所がこの年に同地へ移転したのである。18世紀前半、ベルハーヴェン一帯では、ダンバーやベルハーヴェン、ウェスト・バーンズ (West Barns) に大小24カ所以上の競争相手が存在していた。しかし、19世紀半ばまでにダンバー (Dunbar)、ベルハーヴェン（当時はジョンストンズ (Johnstone's)、後にダジョンズ (Dudgeon's) と称された）、ウェスト・バーンズ (West Barns) の3醸造所だけが生き残り、その中からベルハーヴェンだけが20世紀を通して存続できたが、その背景のひとつには生産規模が小さい割に麦芽（モルト）の製造能力に優れていたことがあった。
醸造所への導入路の西側に位置する支配人の家は、1790年ころに建てられたものだが、その後、何度も拡張を重ねている。この建物は、60年以上前に醸造所から分離されており、現在は個人宅となっている。その敷地内には、小さなペディメントつきのフォリー（ギリシア建築風の破風をもつ装飾用の建物）があり、家からは醸造所が見えないようになっている。入口の門には、（近傍のノース・バーウィック・ロー (North Berwick Law) のものと同様に）かつては鯨の顎の骨が用いられていたが、今は痕跡が残るのみである。
2005年の時点で、ベルハーヴェンはスコットランドにおいて存続している独立系ビール醸造所としては、最大かつ最古のものとなっていた。2005年8月、サフォーク州に拠点を置く醸造所であるグリーン・キング・ブルワリーが、1億8700万ポンドでベルハーヴェンを買収する案を提示した。この提案は受け入れられ、11月には買収手続きが完了した。グリーン・キングは、買収以降もベルハーヴェンが自社ブランドと従前の醸造所を維持すると発表した。

## 製品

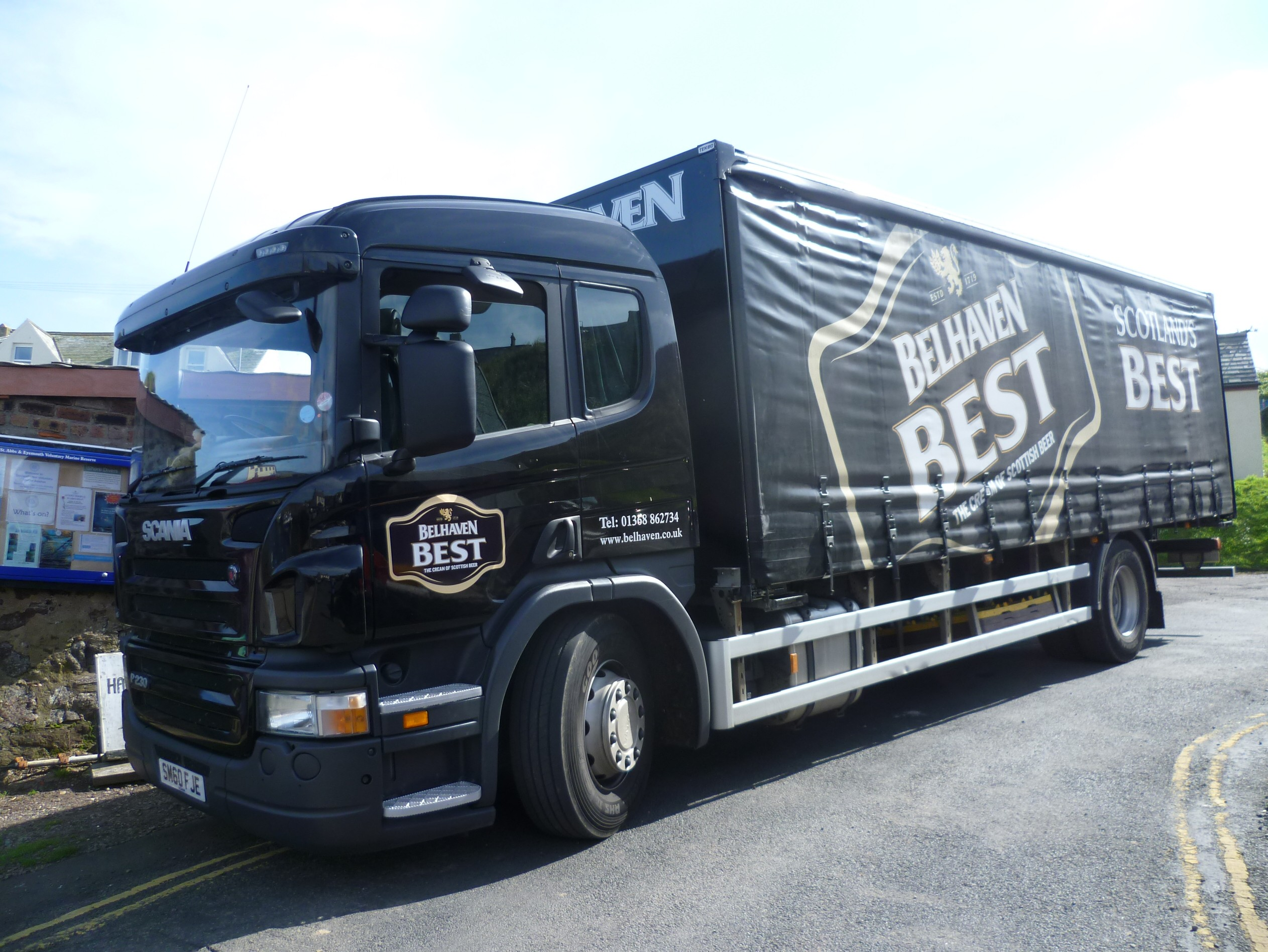
ベルハーヴェン・ブルワリーの配送車

2006年の時点で、ベルハーヴェンは国内向けの製品として「ベスト (Best)」、「ベスト・エクストラ・コールド (Best Extra Cold)」、「セント・アンドリュース・エール (St.Andrew's Ale)」、「80シリング (80 Shilling)」の4ブランドだけを供給している。過去には、このほか多数のブランドを展開しており、定番商品では、スタウト、ポーター、ブラウン・エール、20シリングから110シリングまで、10シリング刻みの各種エール、さらにラガーや、何らかの周年行事や王室行事を祝賀して時おり出荷される特別な商品などもあった。更に古くは、ハーベストエール (harvest ale) や2ペンス・エールも、定番の商品であった時期がある。現在の「ベスト・エクストラ・コールド」は、スタウトではないエクストラ・コールド・ダーク・ビールとしては、英国で最初の製品とされている。輸出されている製品は「セント・アンドリュース・エール」と「スコティッシュ・エール (Scottish Ale)」であり、おもにアメリカ合衆国へ輸出されている。ベルハーヴェンは、もともとは醸造所で瓶詰めを行なっていたが、瓶詰め工程は2010年に廃止され、以降はベリー・セント・エドマンズ (Bury St Edmunds) のグリーン・キング・ブルワリーの工場で瓶詰めが行なわれるようになった。

## スポーツのスポンサー活動
ベルハーヴェンは、1987年から1993年までの6シーズンにわたって、ダンディー・ユナイテッドFCのスポンサーとなっていた。

## イニス・アンド・ガン
イニス・アンド・ガン (Innis & Gunn) は、イニス・アンド・ガン社との契約によってベルハーヴェンが醸造、瓶詰めしていた、オーク・エイジト・ビール（an oak-aged beer：ワイン樽で熟成するビール） であった。